# Antonio Ulrico di Brunswick-Wolfenbüttel
Antonio Ulrico di Brunswick-Wolfenbüttel (Hitzacker, 4 ottobre 1633 – Castello di Salzdahlum, 27 marzo 1714) è stato un nobile, scrittore e poeta tedesco.
Fu duca di Brunswick-Lüneburg e governò su Brunswick-Wolfenbüttel, una suddivisione del ducato, dal 1685 al 1702, assieme ai suoi fratelli, e da solo dal 1704 fino alla sua morte.

## Biografia
Antonio Ulrico era il secondo figlio di Augusto di Brunswick-Lüneburg; egli studiò all'Università di Helmstedt. Alla morte del padre nel 1666, Rodolfo Augusto, fratello maggiore di Antonio Ulrico, divenne duca regnante, rendendo Antonio Ulrico suo erede. Nel 1685, Rodolfo Augusto proclamò il fratello coreggente con eguali diritti; Rodolfo Augusto aveva infatti poco interesse negli affari di governo e lasciò gran parte delle decisioni al fratello.
Dopo la suddivisione del ducato da parte dell'Hannover, che aveva ottenuto il principato elettorale dall'Imperatore nel 1692, scoppiarono le tensioni tra i due stati, dal momento che sia Antonio Ulrico che Rodolfo Augusto non avevano potuto tollerare il fatto di non aver ricevuto l'elettorato. Mentre l'Hannover ed il Lüneburg si schierarono con l'Imperatore Leopoldo I nella Guerra di successione spagnola, Antonio Ulrico decise di schierarsi con la Francia. Questo fatto consentì all'Hannover ed al Lüneburg di invadere il Principato di Wolfenbüttel nel marzo del 1702; Antonio Ulrico venne catturato mentre stava trasferendosi da Wolfenbüttel a Brunswick. Per ordine dell'Imperatore, Antonio Ulrico venne deposto dal ruolo di duca contro le proteste del fratello, e Rodolfo Augusto rimase l'unico regnante, mentre Antonio Ulrico si rifugiò nel Sassonia-Gotha. Nell'aprile del 1702, Rodolfo Augusto siglò un trattato con l'Hannover e con il Lüneburg al quale successivamente aderì anche Antonio Ulrico.
Alla morte di Rodolfo Augusto nel 1704, Antonio Ulrico ottenne nuovamente il governo. Egli continuò ad intavolare diverse dispute con l'Hannover, sin quando non venne raggiunto un accordo tra i due principati nel 1706.
Nel 1709, Antonio Ulrico si convertì al cattolicesimo, garantendo che questo non avrebbe influenzato la propria azione di governo; consentì tuttavia di aprire la prima chiesa cattolica nel principato. Egli morì al Palazzo di Salzdahlum, che lui stesso aveva ordinato di costruire, nel 1714, e venne succeduto dal figlio Augusto Guglielmo.
Antonio Ulrico è ricordato come un patrono dell'istruzione e delle arti. Egli ampliò significativamente la cosiddetta Bibliotheca Augusta, la grande biblioteca fondata dal padre a Wolfenbüttel. Egli chiamò a corte il filosofo Leibniz come suo bibliotecario e fu un sostenitore di Anton Wilhelm Amo, il primo dottore di filosofia di colore in Europa. Egli scrisse due romanzi e una certa quantità di poesie, e costituì una grande collezione d'arte che successivamente divenne il Herzog Anton Ulrich Museum che conserva i dipinti: Sansone e Dalila, Sansone catturato dai filistei, Compianto di Abele di Paolo Pagani.

## Matrimonio ed eredi

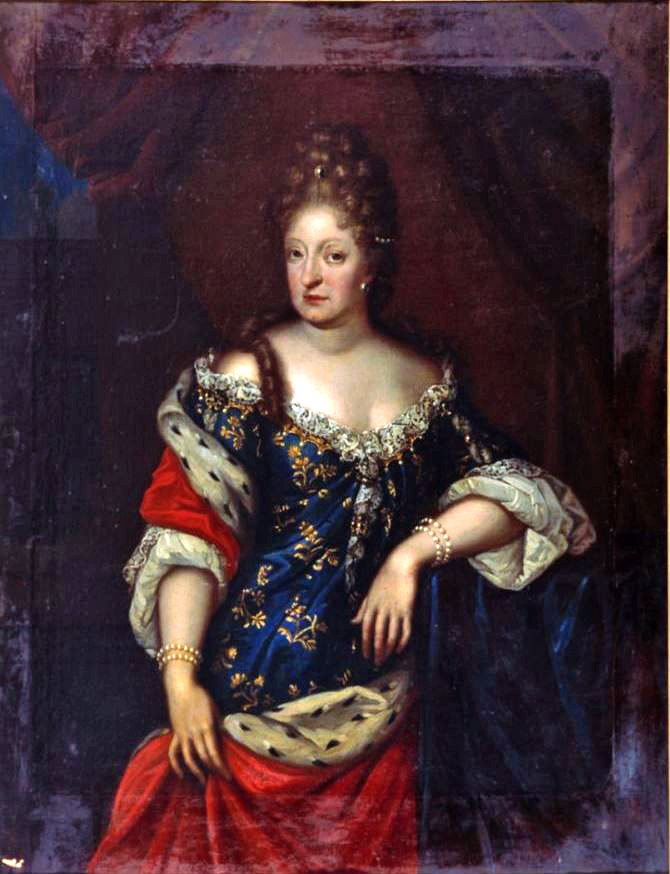
Elisabetta Giuliana di Schleswig-Holstein-Sønderborg-Nordborg.

Antonio Ulrico sposò Elisabetta Giuliana, figlia di Federico di Schleswig-Holstein-Sonderburg-Norburg, nel 1656. La coppia ebbe molti figli, di cui però solo sette raggiunsero la maggiore età:
- Augusto Federico (1657-1676);
- Elisabetta Eleonora (1658-1729), sposò Giovanni Giorgio, Duca di Mecklemburgo-Mirow e successivamente Bernardo I di Sassonia-Meiningen;
- Anna Sofia (1659-1742), sposò il Margravio Carlo Gustavo di Baden-Durlach;
- Augusto Guglielmo (1662-1731);
- Augusta Dorotea (1666-1751), sposò Antonio Günther II di Schwarzburg-Sondershausen;
- Enrichetta Cristina (1669-1753), fu Badessa del principato Ecclesiastico di Gandersheim;
- Luigi Rodolfo (1671-1735).

## Romanzi
- Die durchleuchtige Syrerinn Aramena ("L'illustre siriana Aramena"; 1669-1673)
- Die Römische Octavia ("Ottavia romana"; 1677-1707)

## Ascendenza
|                                          |                              |                                     | Genitori                          |  |  | Nonni |  |  | Bisnonni                        |  |  | Trisnonni                    |  |
|                                          |                              |                                     |                                   |  |  |       |  |  | Ernesto I di Brunswick-Lüneburg |  |  | Enrico di Brunswick-Lüneburg |  |
|                                          |                              |                                     |                                   |  |  |       |  |  | Ernesto I di Brunswick-Lüneburg |  |  | Enrico di Brunswick-Lüneburg |  |
|                                          |                              | Margherita di Sassonia              |                                   |  |  |       |  |  | Ernesto I di Brunswick-Lüneburg |  |  |                              |  |
| Enrico III di Brunswick-Lüneburg         |                              |                                     |                                   |  |  |       |  |  | Ernesto I di Brunswick-Lüneburg |  |  |                              |  |
|                                          |                              | Sofia di Meclemburgo-Schwerin       | Enrico V di Meclemburgo-Schwerin  |  |  |       |  |  |                                 |  |  |                              |  |
|                                          |                              | Sofia di Meclemburgo-Schwerin       | Enrico V di Meclemburgo-Schwerin  |  |  |       |  |  |                                 |  |  |                              |  |
|                                          |                              | Sofia di Meclemburgo-Schwerin       | Ursula del Brandeburgo            |  |  |       |  |  |                                 |  |  |                              |  |
| Augusto di Brunswick-Lüneburg            |                              | Sofia di Meclemburgo-Schwerin       |                                   |  |  |       |  |  |                                 |  |  |                              |  |
|                                          |                              | Francesco I di Sassonia-Lauenburg   | Magnus I di Sassonia-Lauenburg    |  |  |       |  |  |                                 |  |  |                              |  |
|                                          |                              | Francesco I di Sassonia-Lauenburg   | Magnus I di Sassonia-Lauenburg    |  |  |       |  |  |                                 |  |  |                              |  |
|                                          |                              | Francesco I di Sassonia-Lauenburg   | Caterina di Braunschweig-Lüneburg |  |  |       |  |  |                                 |  |  |                              |  |
| Ursula di Sassonia-Lauenburg             |                              | Francesco I di Sassonia-Lauenburg   |                                   |  |  |       |  |  |                                 |  |  |                              |  |
|                                          |                              | Sibilla di Sassonia                 | Enrico IV di Sassonia             |  |  |       |  |  |                                 |  |  |                              |  |
|                                          |                              | Sibilla di Sassonia                 | Enrico IV di Sassonia             |  |  |       |  |  |                                 |  |  |                              |  |
|                                          |                              | Sibilla di Sassonia                 | Caterina di Meclemburgo-Schwerin  |  |  |       |  |  |                                 |  |  |                              |  |
| Antonio Ulrico di Brunswick-Lüneburg     |                              | Sibilla di Sassonia                 |                                   |  |  |       |  |  |                                 |  |  |                              |  |
|                                          | Gioacchino Ernesto di Anhalt | Giovanni V di Anhalt-Zerbst         |                                   |  |  |       |  |  |                                 |  |  |                              |  |
|                                          | Gioacchino Ernesto di Anhalt | Giovanni V di Anhalt-Zerbst         |                                   |  |  |       |  |  |                                 |  |  |                              |  |
|                                          | Gioacchino Ernesto di Anhalt | Margherita di Brandeburgo           |                                   |  |  |       |  |  |                                 |  |  |                              |  |
| Rodolfo di Anhalt-Zerbst                 | Gioacchino Ernesto di Anhalt |                                     |                                   |  |  |       |  |  |                                 |  |  |                              |  |
|                                          |                              | Eleonora di Württemberg             | Cristoforo di Württemberg         |  |  |       |  |  |                                 |  |  |                              |  |
|                                          |                              | Eleonora di Württemberg             | Cristoforo di Württemberg         |  |  |       |  |  |                                 |  |  |                              |  |
|                                          |                              | Eleonora di Württemberg             | Anna Maria di Brandeburgo-Ansbach |  |  |       |  |  |                                 |  |  |                              |  |
| Dorotea di Anhalt-Zerbst                 |                              | Eleonora di Württemberg             |                                   |  |  |       |  |  |                                 |  |  |                              |  |
|                                          |                              | Enrico Giulio di Brunswick-Lüneburg | Giulio di Brunswick-Lüneburg      |  |  |       |  |  |                                 |  |  |                              |  |
|                                          |                              | Enrico Giulio di Brunswick-Lüneburg | Giulio di Brunswick-Lüneburg      |  |  |       |  |  |                                 |  |  |                              |  |
|                                          |                              | Enrico Giulio di Brunswick-Lüneburg | Edvige di Brandeburgo             |  |  |       |  |  |                                 |  |  |                              |  |
| Dorotea Edvige di Brunswick-Wolfenbüttel |                              | Enrico Giulio di Brunswick-Lüneburg |                                   |  |  |       |  |  |                                 |  |  |                              |  |
|                                          |                              | Dorotea di Sassonia                 | Augusto I di Sassonia             |  |  |       |  |  |                                 |  |  |                              |  |
|                                          |                              | Dorotea di Sassonia                 | Augusto I di Sassonia             |  |  |       |  |  |                                 |  |  |                              |  |
|                                          |                              | Dorotea di Sassonia                 | Anna di Danimarca                 |  |  |       |  |  |                                 |  |  |                              |  |
|                                          |                              | Dorotea di Sassonia                 |                                   |  |  |       |  |  |                                 |  |  |                              |  |